# El Salvador ved sommer-OL 2020
El Salvador deltog under Sommer-OL 2020 i Tokyo som blev afviklet i perioden 23. juli til 8. august 2021.

## Medaljer
| 2020 Tokyo  | Guld | Sølv | Bronze | Total |
| El Salvador |      |      |        |       |

### Medaljevinderne
| El Salvador under sommer-OL 2020 i Tokyo | El Salvador under sommer-OL 2020 i Tokyo | El Salvador under sommer-OL 2020 i Tokyo | El Salvador under sommer-OL 2020 i Tokyo | El Salvador under sommer-OL 2020 i Tokyo |
| Medalje                                  | Navn                                     | Sport                                    | Event                                    | Dato                                     |
| ---------------------------------------- | ---------------------------------------- | ---------------------------------------- | ---------------------------------------- | ---------------------------------------- |
| -                                        | -                                        | -                                        | -                                        | -                                        |